# Yannick Le Saux
Pour les articles homonymes, voir Saux (homonymie).
Yannick Le Saux, né le 13 mai 1965 à Rennes, est un footballeur français des années 1980 et 1990. Il évolue alors au poste d'attaquant.

## Biographie

### Enfance, jeunesse et carrière amateur
Natif de Rennes, Yannick Le Saux commence le football au club de la JA Mordelles, dans la banlieue rennaise. En 1978, à l'âge de 13 ans, il rejoint le Stade rennais, dont il fréquente pendant plusieurs années les différentes équipes de jeunes et d'amateurs. En juniors, il dispute une demi-finale de Coupe Gambardella, aux côtés de Serge Le Dizet et Laurent Delamontagne. Toutefois, il ne parvient pas à intégrer l'équipe professionnelle. 
En 1984, il rejoint le Stade briochin, qui évolue alors en Division 4. Parallèlement à sa carrière au Stade briochin, il travaille comme technicien EDF à Saint-Brieuc. En 1987, sollicité par Noël Le Graët, il rejoint l'En Avant Guingamp, qui évolue alors en Division 2. C'est ainsi qu'il découvre le football professionnel. 

### Carrière professionnelle

#### En avant Guingamp
Au cours de la saison 1987-1988, il joue essentiellement avec l'équipe réserve de l'En Avant de Guingamp, et ne dispute que quelques matches avec l'équipe professionnelle. Au cours de la saison 1988-1989, il s'impose peu à peu au sein de l'équipe première, et marque 11 buts en 25 matches de championnat. Désireux de signer un contrat professionnel (il n'avait alors qu'un statut de stagiaire), il sollicite le président Noël Le Graët, qui refuse. 

#### US Orléans
En conflit avec Noël Le Graët, il décide de signer en faveur de l'US Orléans, qui évolue en Division 2. Il y reste une saison, inscrivant 11 buts en 22 matches de championnat. 

#### Stade lavallois
En 1990, il rejoint le Stade lavallois, qui vient d'être relégué en Division 2 et aspire à une remontée immédiate. L'entraîneur Michel Le Milinaire lui accorde un temps de jeu assez faible, et le club rate l'objectif de la remontée. Au cours de ces deux saisons, Yannick Le Saux n'inscrit que six buts en 31 matches de championnat. En 1992, après cette expérience lavalloise décevante, les responsables lavallois décident de s'en séparer afin d'alléger la masse salariale, et il retrouve le Stade briochin, qui évolue alors en Division 3. 

#### Stade briochin
Sous les ordres de Denis Goavec, il termine meilleur buteur du championnat de Division 3 avec 30 buts, permettant au club briochin d'accéder à la Division 2 pour la première fois de son histoire. Au cours de la saison 1993-1994, il termine meilleur buteur du championnat de Division 2 avec 27 buts, permettant à son club d'assurer un maintien aisé. La saison 1994-1995 est plus difficile. Yannick Le Saux marque six buts en 20 matches de championnat. Le club est finalement relégué en National (c'est-à-dire la troisième division). Lors de la saison 1995-1996, le club briochin termine premier de son groupe et assure une remontée immédiate. Avec 17 buts, Yannick Le Saux termine deuxième meilleur buteur de son groupe.
L'aventure briochine prend brutalement fin en mars 1997 avec une mise en liquidation judiciaire. Jusque-là, Yannick Le Saux avait marqué 11 buts en 24 matchs de championnat.

#### Red Star
En avril 1997, libéré de tout engagement, Yannick Le Saux rejoint le Red Star, en Division 2. Il reste au club audonien jusqu'à la fin de la saison 1997-1998, et y effectue des performances en demi-teinte, avec sept buts en 22 matches de championnat. 

#### Angers SCO
En 1998, il rejoint le Angers SCO, qui évolue en National. En janvier 1999, diminué physiquement, il décide de mettre un terme à sa carrière professionnelle. 

### Reconversion

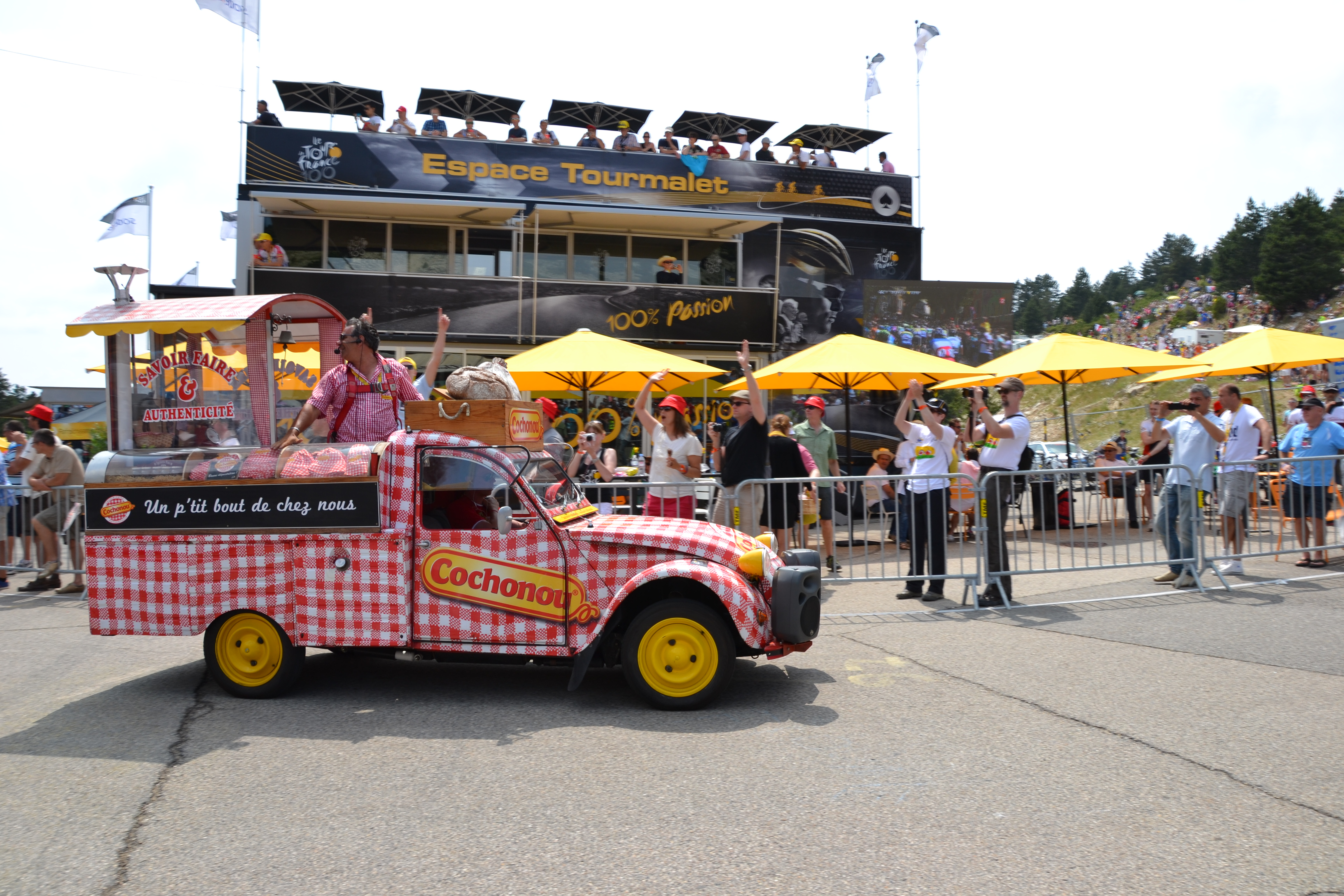
Tour de France 2013 : Yannick Le Saux à bord d'une 2CV Cochonou sur le mont Ventoux.

Il entame sa reconversion en intégrant le service communication et marketing du club angevin, puis devient consultant pour Canal+ et monte sa propre entreprise d’animation commerciale et événementielle. Il commence en parallèle une carrière de journaliste sportif sur Canal+ et Eurosport. Il est également animateur radio sur les antennes de France Bleu et de RMC Info. En 2003 il quitte Angers et s'installe à Theix, dans le Morbihan. 
De 2007 à 2009 il tient une crêperie à Sulniac près de Vannes. Il est depuis 2011 opérateur LSM ralentis lors des rencontres de Ligue 1, ainsi que pour la Coupe du monde 2018 en Russie. De 2011 à 2017 il est l'un des animateurs de la caravane publicitaire du Tour de France pour la marque Cochonou,,. 
Depuis 2015, Yannick intègre l'école du One Man Show de Rennes et de Vannes, il propose un spectacle appelé "Parfois méchant", il a participé au festival international de l'humour Armor de Rire aux côtés de Kamini et David Schiepers.

## Clubs successifs
- 1970-1978 : JA Mordelles
- 1978-1984 : Stade rennais
- 1984-1987 : Stade briochin
- 1987-1989 : EA Guingamp
- 1989-1990 : US Orléans
- 1990-1992 : Stade lavallois
- 1992-1996 : Stade briochin
- 1996-1998 : AS Red Star 93
- 1998-1999 : Angers SCO[9]